# Ricourt
Ricourt é uma comuna francesa na região administrativa de Occitânia, no departamento de Gers. Estende-se por uma área de 7,87 km². Em 2010 a comuna tinha 64 habitantes (densidade: 8,1 hab./km²).